# Капкинка
Капкинка (рос. Капкинка) — село у Октябрському районі Волгоградської області Російської Федерації.
Населення становить 99 осіб. Входить до складу муніципального утворення Васильєвське сільське поселення.

## Історія
Село розташоване у межах українського історичного та культурного регіону Жовтий Клин.
Згідно із законом від 15 грудня 2004 року № 968-ОД  органом місцевого самоврядування є Василівське сільське поселення.

## Населення
| 2010 |
| ---- |
| 99   |